# HUSH!! 沙灘音樂會
HUSH!! 沙灘音樂會（英語：Hush Concerts）是由澳門特別行政區政府文化局主辦；多個政府部門包括市政署、旅遊局及海事及水務局協辦的大型露天音樂會活動。活動首次以“HUSH!! Full Band馬拉松搖滾音樂祭”於2005年起舉行；其後於2016年更名為“HUSH!! 沙灘音樂會”，舉辦地點改為黑沙海灘。2020年至2022年活動延伸至澳門各個社區或地點，受COVID-19疫情影響部分活動改為線上舉辦。

## 背景
據市政署介紹，早在1993年開始海島市政廳在每年5月1日當天舉行沙灘活動，安排堆沙比賽、水上活動，以及設置宣傳保持海灘清潔的公民教育攤位，而舞台表演則是系列活動的其中一個環節。但本地紙媒發現黑沙海灘康體活動和五一演唱會活動只有2011年和2012年的資料。2011年5月1日當天僅於澳門綜藝館舉行「慶祝澳門綜藝館廿五周年——A 級音樂唱動全城演唱會」；2012年的康體活動於該年7月1日舉行，地點在黑沙海灘，而5月1日當天於澳門綜藝館舉行《伍佰‧陳昇鋼鐵情歌》演唱會，清楚表明這是為了慶祝五一勞動節。
“HUSH!!”方面自2005年起創辦，目的是推動澳門流行音樂的發展，更邀請中國大陸、香港、台灣或海外歌手或樂隊演出，更成為澳門最大型以樂隊及創作歌手為主的流行音樂活動，又被稱為“澳門年度音樂馬拉松”，除音樂會表演活動外，文化局更將“HUSH!”建立為一個品牌，活動現場設有品牌聯乘商品單位、工作坊，以及舉辦相關主題的短片比賽。

## 市政署（前身為民政總署）舉辦時期

### 綜藝館演唱會
2011年，為紀念澳門綜藝館開館25周年，民政總署於5月1日15:00舉行「慶祝澳門綜藝館二十五周年 — A級音樂唱動全城演唱會」，嘉賓陣容包括天王巨星黎明，以及五位香港偶像歌手王菀之、劉浩龍、李治廷、JW以及應昌佑，活動當日綜藝館大堂亦設有圖片展，向觀眾介紹綜藝館的功能以及回顧過往活動點滴。
2012年，民政總署於5月1日當天舉行“伍佰VS 陳昇鋼鐵情歌”演唱會。

### 五一黑沙海灘迎夏日演唱會
2013年，民政總署在五一勞動節當天舉行的演唱會首次由澳門綜藝館移師至黑沙海灘舉行，活動由民政總署主辦，體育發展局及港務局協辦，於2013年5月1日15:30於黑沙海灘籃球場進行，活動免費入場，表演嘉賓包括任賢齊、王若琳、黃鴻升、MP魔幻力量等。同日同場三部門和多個社團合辦多項免費的康體活動、賽事、遊戲及工作坊，包括兒童繪畫工作坊、攤位遊戲、遙控模型越野車體驗、水上活動 (香蕉船、大水泡、水上電單車、風帆遊船河)。同時設有堆沙比賽、親子競技遊戲、沙灘尋寶遊戲，以及沙灘足球、排球、手球公開賽。活動當天亦安排免費穿梭巴士於祐漢街市麥當勞、中銀總行、氹仔街市巴士站往來黑沙。
2014年的"5‧1黑沙海灘迎夏日演唱會"在5月1日14:00至18:00舉行，現場觀眾與歌手參與遊戲，更可獲贈新城知訊台送出該年6月25日「新城唱好音樂會」門券100張、多位歌手親筆簽名CD或禮物超過100份。演唱會邀請來自中港台四地及馬來西亞的著名歌手樂隊參演。另外，黑沙海灘設有多項康體活動，包括多項沙灘賽事，包括：「沙灘足球、排球、手球公開賽」、「沙灘尋寶遊戲」及「堆沙比賽」。同年4月23日，民署接獲活動製作單位"新城廣播有限公司＂通知，個別表演單位未能出席參與演出，民署對此表示遺憾，現正與"新城廣播有限公司＂協調後續安排，有關詳情將另行公佈。
| “5‧1黑沙海灘迎夏日演唱會 2014” | “5‧1黑沙海灘迎夏日演唱會 2014” |
| 地區                           | 演出陣容 |
| ------------------------------ | --- |
| 澳門                           | 彭永琛 |
| 中国大陆                       | 周筆暢 |
| 香港                           | 杜德偉、太極樂隊、陳柏宇、糖妹、狄易達、蔚雨芯、Regen、蕊蕊、王若琪、林奕匡、Super Gear、MVG、小塵埃、鍾偉強、Choco、天堂鳥、Faith、享樂團、漢洋、譚嘉荃、張紋嘉 |
| 臺灣                           | 黃鴻升、品冠、毛弟及小傑@JPM、卓文萱、旺福樂隊 |
| 马来西亚                       | 張智成 |
| 司儀團隊                       | 鄭芷彤、范振鋒、葉文輝、林柏希、李國能、科林 |

2015年，民政總署繼續在5月1日當天舉行「五‧一黑沙海灘迎夏日演唱會」，民署表示五一勞動節是為感謝各行各業職工為社會出貢獻而成立的慶祝節日，因此民署冀續在當日提供優質的文娛康體活動，來回市民，增加社會歸屬感，亦可享受陽光假期。演出嘉賓包括Soler及刃記樂團，同時包括多位台灣歌手和樂隊，包括人氣樂團蘇打綠；歌手魏如萱和蔡旻佑。活動期間更有多項水上活動、兒童繪畫工作坊、遙控模型車體驗、沙灘遊戲和攤位遊戲。總預算為391萬元，演唱會方面為337萬元，康體活動等為54萬元，預計會約有1萬人參與。

### 五一黑沙海灘迎夏日康體活動
2016年，演唱會改為文化局主辦，並推出“hush!!”品牌。康體活動更名為“五一黑沙海灘迎夏日康體活動”，並維持由市政署（前身為民政總署）主辦。
“2016五一黑沙海灘迎夏日康體活動”設有三項沙灘球賽包括“沙灘足球公開賽”、“沙灘排球公開賽”和“沙灘手球公開賽”、堆沙比賽，而在活動現場設置的2個沙灘遊戲、4個攤位遊戲、2款大型充氣玩具和4款水上活動 (香蕉船、水上電單車、水上飛氈及風帆遊船河)。
“2017五一黑沙海灘迎夏日康體活動”設有三項沙灘球賽包括“沙灘足球公開賽”、“沙灘排球公開賽”和“沙灘手球公開賽”，以及堆沙比賽。在活動現場設置的3個球類體驗區、2個沙灘遊戲、6個攤位遊戲、1款大型充氣玩具和3款水上活動 (香蕉船、水上電單車及風帆遊船河)。
“2018五一黑沙海灘迎夏日康體活動”設有多項康體項目，包括三項沙灘球賽、堆沙比賽、沙灘遊戲、攤位遊戲、大型充氣玩具及水上活動，而該年主辦單位於沙灘球賽場地旁附設球類體驗區，合共九項康體項目。
“2019五一黑沙海灘迎夏日康體活動”除設有三項沙灘球賽外，在活動現場設置的球類體驗區、沙灘遊戲、攤位遊戲、大型充氣玩具和水上活動 (香蕉船、水上電單車及風帆遊船河)。
2021年的“五一黑沙海灘迎夏日康體活動”期間需配合防疫措施，所有參與人士必須配合接受體溫檢測、並出示當天的“澳門健康碼”及配戴口罩。
2022年的“五一黑沙海灘迎夏日康體活動” 於該年5月1日13:00至18:00在黑沙海灘舉行，活動包括堆沙比賽、水上活動、沙灘球類體驗、沙灘遊戲及康體遊戲。因疫情關係，所有人士需遵守防疫措施，所有參與人士進場時必須佩戴口罩、接受體溫檢測、掃描“行程記錄的場所二維碼”(簡稱場所碼) 及出示當天的“澳門健康碼”。後來由於受不穩定天氣影響，經主辦單位於現場評估活動環境後，決定取消該年的活動。
2023年的“五一黑沙海灘迎夏日康體活動” 於該年5月1日13:00至18:00在黑沙海灘舉行，設有三項沙灘球類項目，分別是足球、手球及和排球，同時有堆沙比賽、康體遊戲和水上活動等，同場有社團舉辦小型競技障礙遊戲。

## HUSH!! Full Band 馬拉松搖滾音樂祭

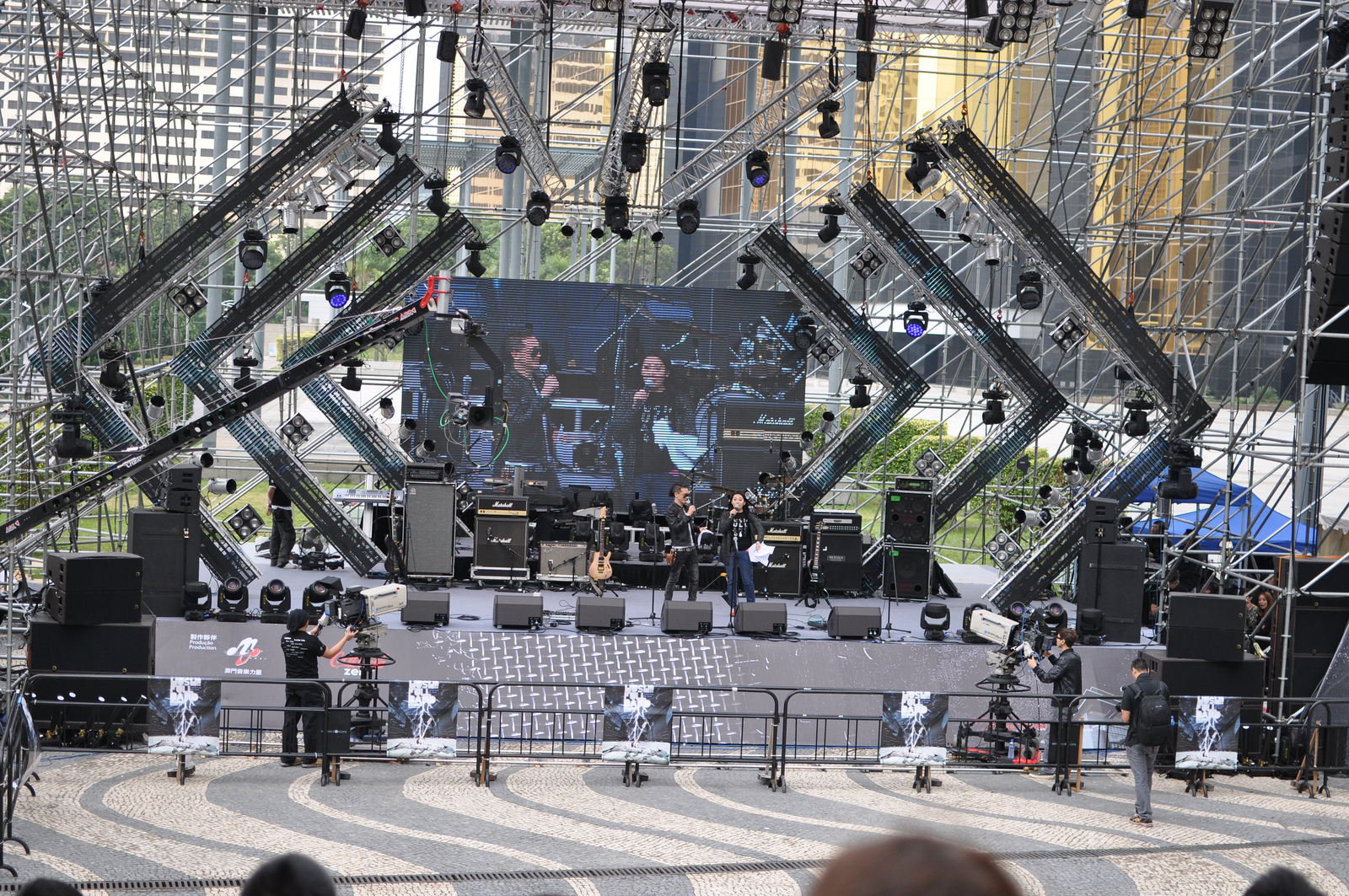
2013年HUSH!! Full Band 馬拉松搖滾音樂祭

HUSH!! FULL BAND馬拉松搖滾音樂祭是HUSH!! 沙灘音樂會的前身，於2005年起在澳門文化中心廣場舉行，活動由澳門文化中心主辦，是澳門本地搖滾樂壇年度盛事。首年活動於2005年舉行，當時邀請十多隊本地樂隊進行演出，為時七至八小時，其後成為外地樂手認識澳門的知名樂祭。

### 2012年
2012年《HUSH!! Full Band馬拉松搖滾音樂祭》於該年11月10日舉行，邀請到泰國曼谷樂隊Ebola（伊波拉），聯同本地樂隊刃記（Blademark）實力鬥一番，band 連band crossover接力超長八小時演出。演出樂隊包括由來自東南亞不同地區成員組成的Project E.A.R.、北京的寵物同謀（Pet Conspiracy）、東京的Glanz，以及香港的ToNick等，加上經嚴選的九隊本地老薑和樂壇新鮮人，包括：Black Sheep、Cactus、Crossline、Forget The G、Frontline Caste、L.A.V.Y.、Music:Boxx、Roof及Scamper。

### 2014年
2014年11月22日，“HUSH!! Full Band馬拉松搖滾音樂祭”迎來十周年，十四隊本地及海外樂隊將登上舞台，活動繼續在澳門文化中心廣場舉行。十年來共邀請超過50隊海內外樂手來澳參與，26支本地樂隊開展一場純音樂派對。活動由當天13:30起舉行九小時。參與的澳門本地樂隊包括刃記、Bomber、Catalyser、Experience、João Gomes e Benda、L.A.V.Y、Scamper、Sketch及WhyOceans。
海內外嘉賓方面邀請到來自日本沖繩的Okinawa 2side1BRAIN、香港的KillerSoap。

## “HUSH!! 音樂會”時期

### 2016年
2016年4月下旬，文化局宣佈於該年4月30日及5月1日在路環黑沙海灘舉行“HUSH!! 沙灘音樂會”，取代民政總署五一夏日演唱會。兩日活動合共長達15小時。同時擴大活動舉辦日期及調整舉辦地點，邀請中港台三地及海外歌手與樂隊進行表演和參與。音樂會以搖滾為主，同時包含多種不同形式的音樂：爵士樂、藍調、民歌、拉丁音樂、世界音樂等。
| “HUSH 沙灘音樂會 2016”         | “HUSH 沙灘音樂會 2016” |
| 地區                           | 演出陣容 |
| ------------------------------ | --- |
| 澳門                           | DJ Saiyan殺亞仁、Willy、Eva Tana、Rachel、Queena、Sinking Summer、Kirsten、Scamper、Macau Jazz Swing Band 、Crossline、單行道、Fall to Fly、Boogie Engineering、Sketch、Cactus 、Rush and Crush、Black Sheep、Vibration、Experience、Wat de Funk |
| 香港                           | 盧巧音、KOLOR、觸執毛 |
| 中国大陆                       | 程璧、Project Ace |
| 臺灣                           | 陳綺貞、糯米糰 |
| 海外地區（包括泰國及厄瓜多爾） | SISAY、The Richman Toy |

### 2017年
2017年“HUSH!!沙灘音樂會”於4月30日至5月1日期間於黑沙海灘舉行，來自本地及亞洲多個地區，合共25隊歌手或樂隊將表演搖滾、金屬、流行、電子音樂等不同類型音樂。活動分別於4月30日13:00至20:00及5月1日13:00至21:00期間舉行，邀請來自新加坡、香港、日本、韓國、中國大陸及台灣歌手參與。活動期間除設有輕便飲品及食品攤位外，亦首次與《文創村》合作，打造《HUSH!!一條村》，將文創為主題的跳蚤市集帶進樹林。《HUSH!!一條村》聚集本地手作飾品、音樂成品、潮流古著、皮革、彩繪、古靈精怪精品、特色美食等共十八個攤檔，於活動舉行日期期間12:00至22:00在舞台周邊位置開放。活動同時於5月1日19:00至22:00進行網上直播。
| “HUSH 沙灘音樂會 2017” | “HUSH 沙灘音樂會 2017” |
| 地區                   | 演出陣容 |
| ---------------------- | --- |
| 澳門                   | 恭碩良、Forget the G、WhyOceans、Wat De Funk、Scamper、Crossline、Achun、Bombeiros、Catalyser 、De-Aqua、Frontline Caste、Hou + Summer、Sonia Ka Ian Lao + VJ Miguel、80 & Tal、Zenith |
| 中国大陆               | 野孩子乐队、六道母、Break The Rules乐队 |
| 香港                   | 盧凱彤、Supper Moment |
| 日本                   | KINOCO HOTEL |
|                        | Street Guns |
| 臺灣                   | Hello Nico、先知瑪莉 |
| 新加坡                 | 陳奐仁 |

### 2018年
2018年“HUSH!!沙灘音樂會”於4月29日至5月1日在黑沙海灘舉行，新設不同音樂專題的Summer Chill舞台及HUSH!! GEG Silent Disco（靜音派對）並繼續舉辦音樂工作坊、音樂短片比賽及沙灘手作市集等。
音樂會舉行期間，文化局首次提供“音樂專車”免費穿梭巴士於2018年4月29日及5月1日12:00至23:00期間服務，分別由氹仔中央公園、路環石排灣公屋群和諧廣場出發往返黑沙海灘。
| “HUSH 沙灘音樂會 2018” | “HUSH 沙灘音樂會 2018” |
| 地區                   | 演出陣容 |
| ---------------------- | --- |
| 澳門                   | 刃記、WhyOceans、石裂符、M7、Cancer Game、青原、草莓王國、Seize the Throne、大蛇、Eva Tana & Sin Wong、Akitsugu Fukushima、Romeu、Bobby, Kay & Coolson、Water Singers、Lobo Ip、澳門爵士樂推廣協會 |
| 澳門及 香港            | Frog.W、Rachel & Judas Law |
| 中国大陆               | 五條人 |
| 香港                   | 雞蛋蒸肉餅、Jason Kui |
| 日本                   | Crossfaith |
| 臺灣                   | 先知瑪莉 |
| 新加坡                 | .gif |

### 2019年
2019年1月31日，文化局公佈該音樂會招募計劃，繼續邀請多隊本地及外地知名樂隊外，同時作為向本地音樂表演者提供演出舞台空間，增加與外地樂隊表演交流的機會。參與方式分為三大類別，分別有“Hot Wave”、“Uprising Power”及“Summer Chill”；另將活動延伸至離島社區和校園內。
2019年的“HUSH!!沙灘音樂會” 於4月28日至5月1日期間在黑沙海灘舉行。是次音樂會設三大特色舞台，Hot Wave 舞台將帶來勁度十足的馬拉松式音樂演出；Summer Chill舞台帶來電子、爵士、民歌等多元化專題音樂；同場亦設有本地原創音樂大碟展示攤位。該年音樂會增設Upbeat Power舞台，由銀河娛樂集團全力支持，動新生代流行音樂文化，為年輕實力樂隊打造屬於澳門青年音樂人的搖滾派對。
2019年的活動首次透過“hush!×本地文創徵集”計劃徵集創意商品，並推出hush! 品牌系列之聯乘商品，在音樂會獨家發售，種類包括樂器積木、拇指琴、T恤、運動毛巾、棉花糖、USB、帆布袋、永生花藍芽燈座等。現場設有多個沙灘手工市集、美食及飲品攤位，及由鷺環海天度假酒店派出多位活力使者，主持親子藝術遊戲攤位及工作坊，適合不同人士參與。
| “HUSH 沙灘音樂會 2019”                        | “HUSH 沙灘音樂會 2019” | “HUSH 沙灘音樂會 2019” |
| 活動日期                                      | 地區                   | 演出陣容 |
| --------------------------------------------- | ---------------------- | --- |
| 4月28日及5月1日 13:00-21:00                   | 澳門                   | 雅立醬、Evade、Forget the G、跳躍號、石裂符、Sunset or Rise、Pyjamars、206、Dr. Jen、80 & tal、Joao Gomes e Banda、Concrete/Lotus、e:ch、Ghostly Park、Dat Trio、ASURA、Achun、單行道、雷子、沉睡森林、Rebel Rabbit、Super Guest、十粒冰、B記、Soulomix、貳無、籠中鳥、Banda da CPM |
| 4月28日及5月1日 13:00-21:00                   | 澳門及 美国            | 恭碩良feat. Steve Thornton |
| 4月28日及5月1日 13:00-21:00                   | 香港                   | RubberBand |
| 4月28日及5月1日 13:00-21:00                   | 中国大陆               | 劉品希 |
| 4月28日及5月1日 13:00-21:00                   | 其他國家或地區         | SCANDAL（日本）、Youngr（英國）、Phum Viphurit（泰國）、ManGoRise（匈牙利） |
| 4月30日                                       | 澳門及 美国            | 恭碩良feat. Steve Thornton：拉丁敲擊樂之夜 |
| 5月1日晚上（“伊電園by Red Bull”電子音樂派對） | 澳門                   | DJ Sayian 殺亞仁 |
| 5月1日晚上（“伊電園by Red Bull”電子音樂派對） | 日本                   | DJ RINA |
| 5月1日晚上（“伊電園by Red Bull”電子音樂派對） | 英国                   | DJ ATL by Club CUBIC |

### 2020年
2020年2月初，因應澳門爆發首波COVID-19疫情，文化局延後對“hush!沙灘音樂會”本地樂隊及音樂人徵集丶文創攤位徵集。
2020年3月28日，文化局宣佈因疫情影響，原定於4月30日至5月2日舉行的HUSH!!沙灘音樂會將延後舉行，活動將改變形式以本地音樂人、樂隊、製作人員及演藝人員為主軸，在澳門各社區舉行一連串小型主題音樂會，並輔以網絡串連、裝置藝術、工作坊及文創市集等形式進行，藉此希望更多藝文工作者能參與其中，讓市民在疫情緩和後重新投入藝文活動，詳情可留意最新公佈。
2020年5月25日，文化局宣佈將“Hush!!沙灘音樂會”調整為“HUSH!! 夏日音樂會”，當時仍在對相關項目進行前期籌備工作，並計劃在該年7月中旬舉行。同時計劃於6月下旬推出首場線上音樂會活動。活動目的改為以本地音樂人、樂隊、製作人員及演藝人員為主軸，在各社區開展連串小型主題音樂會，輔以網絡串連、裝置藝術、工作坊及文創市集等，讓更多藝文工作者參與其中，也讓公眾於疫情緩和後，重新投入藝文活動。
2020年6月中旬，文化局公佈“HUSH!! 夏日音樂會”於6月21日至8月期間舉行，包括線上和線下多場音樂活動，其中6月21日線上活動邀請中港澳三地歌手或樂隊參與，7月期間舉行多場音樂工作坊供大眾參與。該年6月下旬，更公佈於線上及線下多場活動，包括在澳門科學館和議事亭前地等舉行多場音樂活動，更於該年7月18及19日期間於澳門科學館前地舉行“HUSH!! X 文創市集”。
2020年7月28日，文化局宣佈於該年8月2日16:00至20:00舉行的壓軸演出活動“Hot Wave in the City音樂會”調整至塔石廣場舉行。
2020年8月，因應“HUSH!!夏日音樂會”多場活動反應熱烈，將特別加開兩場音樂會於8月22及23日晚上8時至10時在澳門當代藝術中心‧海事工房2號上演，相關觀眾需透過文化局網頁預約進場。

### 2021年
2021年3月，“hush! 夏日音樂會”招募　本地樂隊、音樂人及品牌聯乘單位，並計劃於6月26日至7月11日舉行，音樂會拓展臨近沿海的演出地點，在科學館前地、澳門當代藝術中心‧海事工房2號、內港九號碼頭天台等上演。活動首設“hush! Kids”舞台，並舉辦多場音樂會與專題演出、本地攤位、裝置藝術及網上音樂比賽等活動。同時繼續推出“hush! 聯乘 x 本地文創”徵集計劃，招募品牌聯乘伙伴製作不同商品，透過音樂品牌及聯乘單位的平台起互相推動作用。同時計劃於該年7月10日及11日於澳門科學館前地舉辦“TENT聽hush!”，提供本地商品及美食攤位。
2021年6月28日，文化局宣佈因應鄰近地區COVID-19疫情影響，原訂7月舉行的“hush! 夏日音樂會”延期舉行。
2021年10月20日，因應本地COVID-19疫情緩和，“hush! 夏日音樂會”調整為“hush! 2021音樂會”，並於該年11月舉辦。
“hush! 2021音樂會”於2021年11月6日至28日期間舉行，以“沿海的音樂盛會”為題，喻意澳門作為臨海城市，接納來自世界各地的文化，孕育出澳門流行音樂的開放和多元性，創造獨特的文化風景。首個活動“TENT 聽 hush!”於2021年11月6日至7日舉行，為觀眾送上搖滾、爵士、民歌、電子、龐克、重金屬、流行音樂、無伴奏合唱等多種風格的音樂，另特設電音與小輪車（BMX）、滑板聯合演出，同場設有近百個本地文創產品及“hush!”品牌聯乘商品攤位，展賣本地多元的創意產品及食品。另外，更於2021年11月21日於媽閣廟前地舉辦“海岸搖滾”音樂會；11月19日和20日舉行‘迷走都市‧尋找虹彩＇電音音樂會—hush! x 原創歌曲專輯製作補助計劃音樂發佈會”和“Upbeat Power音樂會”；11月27日及28日在內港九號碼頭天台舉行“Rooftop Sunset音樂會”。由於部分演出場地位置有限，有興趣參與之觀眾需於文化局網頁“活動報名系統”預約，名額到先得。音樂會同期舉辦多個不同音樂工作坊。
2021年活動期間，聯同50隊本地樂隊、音樂人及藝團在11月6日至28日期間合共舉辦10場音樂會、4場音樂工作坊以及一連串的網絡平台互動交流，吸引約26,000人次的觀眾透過線上及線下形式參與。除各場線下音樂活動，一系列的線上活動，總參與人數逾8,000人次。

### 2022年
2022年“hush! 夏日音樂會”計劃在該年7月在澳門多個地點舉行，先於該年4月下旬至5月中旬期間進行本地樂隊及音樂人徵集。
2022年6月9日，文化局計劃在該年7月9日至10日在黑沙海灘舉行沙灘音樂會，同場設有“hush! 市集”，提供近百個本地商品及美食攤位並進行招募。
2022年6月28日，受大規模COVID-19疫情影響，文化局宣佈原訂於7月9日至10日舉行的“hush! 夏日音樂會”將延期舉行，“hush! 300秒”短片比賽之收件期亦將相應延長，並暫緩舉行“hush! 市集”攤位解釋會。
2022年10月初，2022年“hush! 夏日音樂會”調整為“hush! 2022音樂會”，於該年10月22日至11月13日期間舉行，音樂拓展計劃包括音樂工作坊和“世界音樂體驗營”。活動安排方面於2022年10月20日公佈，於該年11月5日至6日在黑沙海灘帶來馬拉松式的音樂盛會，設有三大特色舞台，來自本地的46個演出單位，一連兩日送上搖滾、爵士、騷靈、放克、民歌、電子、另類搖滾、重金屬、嘻哈、流行音樂等多種風格的音樂，並特邀中國大陸音樂人參與演出，活動期間設有免費接駁巴士由氹仔中央公園往返黑沙海灘；同場設有攤位市集，包括音樂主題攤位、展賣“hush! ”品牌聯乘產品及美食的攤位等。11月12日至13日期間於路環市區舉行音樂會，以音樂漫遊為主題，主舞台設於馬忌士前地。
2022年10月31日，因應強烈熱帶風暴尼格即將影響澳門，文化局以受颱風及天氣影響為由，原訂於11月5日及6日在黑沙海灘舉行的音樂會活動延期至11月12日至13日期間舉行。

### 2023年
2023年6月，澳門文化局宣佈“hush!2023音樂會”將於11月在澳門半島及路環舉行，其中11月4日和5日在黑沙海灘設有音樂會，呈獻多元類型音樂演出，音樂會同場設有“hush!市集”，提供本地商品及美食攤位。
2023年9月，“hush! 沙灘音樂會”與“ Yo~ga 城市瑜珈運動節”聯合舉行，於10月27日至11月5日在全澳各區舉行，為市民及旅客呈獻多場音樂會及專題演出，並於11月4至5日在黑沙海灘及黑沙臨時休憩空間舉辦“Yo~ga 城市瑜珈運動節”，打造大型戶外音樂與瑜珈運動跨界融合嘉年華，現場設有禪修園林（Zen Garden）、體能專區（Fit District）及親子樂園（The Playground）三大主題區，雲集超過40位來自世界各地的星級健身及瑜珈導師參與。延伸活動包括hush! 市集、裝置藝術及網絡串連等精彩活動，匯聚來自多地的音樂人進行演出。
2023年10月12日，主辦單位宣布音樂會聯同城市瑜珈運動節2023將於10月27日至11月5日在澳門半島、黑沙海灘及路環市區舉行。
日期：10月27日 20:00-21:30 

- 活動名稱：“一JUMP一線”SCAMPER帶你去TOUR 音樂分享會
- 地點：澳門當代藝術中心‧海事工房2號
- 參加者需透過澳門公共服務一戶通報名，截止報名日期為10月23日

日期：10月28日及29日；11月4日至5日 多場演出時間

- 活動名稱：音樂海上遊
- 地點：於媽閣碼頭或路環碼頭登船
- 參加者需透過澳門公共服務一戶通報名，截止報名日期為10月23日

日期：10月28日及29日 15:00-18:00 

- 活動名稱：hush! 音樂會
- 地點：路環馬忌士前地
- 免費現場參與

日期：10月29日 20:00-22:00 

- 活動名稱：“起點”電影配樂工作坊
- 地點：澳門當代藝術中心‧海事工房2號
- 參加者需透過澳門公共服務一戶通報名，截止報名日期為10月23日

日期：11月2日 20:30-21:30 

- 活動名稱：“弦上迴響”Ichika Nito澳門優先專場演出
- 地點：澳門當代藝術中心‧海事工房2號
- 參加者需透過澳門公共服務一戶通報名，截止報名日期為10月29日

日期：11月3日 19:30-21:45 

- 活動名稱：Upbeat Power 音樂會
- 地點：澳門當代藝術中心‧海事工房2號
- 參加者需透過澳門公共服務一戶通報名，截止報名日期為10月29日

日期：11月4日及5日 14:30-16:30 

- 活動名稱：《貓大俠之歌》親子巡遊
- 地點：外港青年活動中心及黑沙海灘
- 參加者需透過澳門公共服務一戶通報名，截止報名日期為10月29日

日期：11月4日及5日 14:30-22:00 

- 活動名稱：hush! 音樂會
- 地點：黑沙海灘及臨時綠化休憩區
- 免費現場參與

日期：11月5日 14:00-15:30 

- 活動名稱：“來吧！旋轉沙球”工作坊
- 地點：黑沙水上活動中心
- 參加者需透過澳門公共服務一戶通報名，截止報名日期為10月29日

| “HUSH 沙灘音樂會 2023” | “HUSH 沙灘音樂會 2023” | “HUSH 沙灘音樂會 2023”                                              | “HUSH 沙灘音樂會 2023”                                                     |
| 活動日期               | 地區                   | 演出陣容                                                            | 表演地點                                                                   |
| ---------------------- | ---------------------- | ------------------------------------------------------------------- | -------------------------------------------------------------------------- |
| 10月28日               | 澳門                   | 棉花樂隊                                                            | 路環馬忌士前地                                                             |
| 10月28日               | 臺灣                   | 契兄台                                                              | 路環馬忌士前地                                                             |
| 10月28日               | 澳門                   | Iron Son                                                            | 路環馬忌士前地                                                             |
| 10月28日               | 澳門                   | Náv                                                                 | 路環馬忌士前地                                                             |
| 10月29日               | 澳門                   | GIMME 5                                                             | 路環馬忌士前地                                                             |
| 10月29日               | 澳門                   | Blue Rhythm                                                         | 路環馬忌士前地                                                             |
| 10月29日               | 澳門                   | Green Summer                                                        | 路環馬忌士前地                                                             |
| 11月2日                | 日本                   | ICHIKA NITO （“弦上迴響”澳門優先專場演出）                          | 海事工房2號 參加者需透過澳門公共服務一戶通報名入場，截止報名日期為10月29日 |
| 11月3日                | Upbeat Power 音樂會    | Upbeat Power 音樂會                                                 | 海事工房2號 參加者需透過澳門公共服務一戶通報名入場，截止報名日期為10月29日 |
| 11月3日                | 澳門                   | Splash Town                                                         | 海事工房2號 參加者需透過澳門公共服務一戶通報名入場，截止報名日期為10月29日 |
| 11月3日                | 澳門                   | 啟示鹿                                                              | 海事工房2號 參加者需透過澳門公共服務一戶通報名入場，截止報名日期為10月29日 |
| 11月3日                | 澳門                   | Funkroller x Jay Cuevas                                             | 海事工房2號 參加者需透過澳門公共服務一戶通報名入場，截止報名日期為10月29日 |
| 11月3日                | 澳門                   | 睡房海盜                                                            | 海事工房2號 參加者需透過澳門公共服務一戶通報名入場，截止報名日期為10月29日 |
| 11月4日                | 英国                   | Kula Shaker                                                         | 黑沙海灘 免費入場，現場參與                                                |
| 11月4日                | 澳門                   | WhyOceans                                                           | 黑沙海灘 免費入場，現場參與                                                |
| 11月4日                | 日本                   | SOKONINARU                                                          | 黑沙海灘 免費入場，現場參與                                                |
| 11月4日                | 澳門                   | Daze in White                                                       | 黑沙海灘 免費入場，現場參與                                                |
| 11月4日                | 澳門                   | Free Yoga Mats                                                      | 黑沙海灘 免費入場，現場參與                                                |
| 11月4日                | 中国                   | 戰旗樂隊                                                            | 黑沙海灘 免費入場，現場參與                                                |
| 11月4日                | 澳門                   | The Hot Dogs Express                                                | 黑沙海灘 免費入場，現場參與                                                |
| 11月4日                | 澳門                   | AVIBE                                                               | 黑沙海灘 免費入場，現場參與                                                |
| 11月4日                | 澳門                   | Patrick WH                                                          | 黑沙海灘 免費入場，現場參與                                                |
| 11月4日                | 澳門及全球各地         | INSPR’D                                                             | 黑沙海灘 免費入場，現場參與                                                |
| 11月4日                | 澳門                   | 鯨魚肚肚                                                            | 黑沙海灘 免費入場，現場參與                                                |
| 11月4日                | 澳門                   | 林靜翬                                                              | 黑沙海灘 免費入場，現場參與                                                |
| 11月4日                | 澳門                   | 澳門無伴奏合唱協會                                                  | 黑沙海灘 免費入場，現場參與                                                |
| 11月4日                | 澳門                   | 爹地時刻                                                            | 黑沙海灘 免費入場，現場參與                                                |
| 11月4日                | 澳門                   | The Land Of Children                                                | 黑沙海灘 免費入場，現場參與                                                |
| 11月4日                | 澳門                   | hush! Kids：BBA三重奏、Drum Kids、Jazz Pink、Rock KidZ              | 黑沙海灘 免費入場，現場參與                                                |
| 11月5日                | 臺灣                   | 美秀集團                                                            | 黑沙海灘 免費入場，現場參與                                                |
| 11月5日                | 澳門                   | 刃記                                                                | 黑沙海灘 免費入場，現場參與                                                |
| 11月5日                | 澳門                   | Filipe & Friends                                                    | 黑沙海灘 免費入場，現場參與                                                |
| 11月5日                | 澳門                   | 沉睡森林                                                            | 黑沙海灘 免費入場，現場參與                                                |
| 11月5日                | 中国                   | GAOFUNK                                                             | 黑沙海灘 免費入場，現場參與                                                |
| 11月5日                | 澳門                   | thetiredeyes ft. JRD                                                | 黑沙海灘 免費入場，現場參與                                                |
| 11月5日                | 澳門及 香港            | Ghostly Park                                                        | 黑沙海灘 免費入場，現場參與                                                |
| 11月5日                | 澳門                   | Concrete/Lotus                                                      | 黑沙海灘 免費入場，現場參與                                                |
| 11月5日                | 澳門                   | Benjamim Soares                                                     | 黑沙海灘 免費入場，現場參與                                                |
| 11月5日                | 澳門                   | Girls' Whisper                                                      | 黑沙海灘 免費入場，現場參與                                                |
| 11月5日                | 澳門                   | 張家豪 OVERDRIVE FUSION GROUP                                       | 黑沙海灘 免費入場，現場參與                                                |
| 11月5日                | 澳門                   | Ocean Walker                                                        | 黑沙海灘 免費入場，現場參與                                                |
| 11月5日                | 澳門                   | 單行道                                                              | 黑沙海灘 免費入場，現場參與                                                |
| 11月5日                | 澳門                   | hush! Kids：澳門青年爵士樂團、Flow Squad、ACTPLUS、LOOC、Lazy Jones | 黑沙海灘 免費入場，現場參與                                                |

### 2024年
“2024 hush! 沙灘音樂會”於2024年11月9日至10日在黑沙海灘舉行，設意美食市集、樂器體驗、藝術裝置、兒童遊樂區、網絡串連等精彩活動。表演類型以流行音樂為主，設有“Hot Wave”、“Upbeat Power”、“Music Chill”、“hush! Kids”四個舞台，樂隊參加表演的歌曲及音樂須至少一半為原創作品。活動同時設“藝術裝置”項目徵集，以黑沙海灘及樹林區為創作地點，設計及製作戶外藝術裝置；“專題音樂拓展計劃”讓本地樂隊、音樂人及策劃人發揮創意，構思獨特的音樂專題節目，為參加者帶來別具一格的音樂體驗；“音樂工作坊”接受自薦或推薦導師教授與流行音樂相關知識及體驗，為熱愛音樂人士提供互相學習及交流機會，推動澳門流行音樂發展。
2024年的活動以“交流及合作”為主題，將集合近六十隊本地及外地樂隊、音樂人、藝術工作者輪番上陣，瑜伽運動節設有Wellfest 舞台、海風瑜伽、動感專區，來自亞洲三十多位星級健身及瑜伽導師，將親臨指導不同強度及種類的項目，包括水上瑜伽、沙灘銅鑼浴及充滿活力的舞動課程，多項延伸活動將率先於11月2日至8日在媽閣塘片區舉行。
音樂會設有Hot Wave、Music Chill及hush! Kids舞台，包括台灣唱作人9m88、加拿大結他達人Jay Leonard J與澳門音樂人恭碩良合組樂隊、國際結他大師Tomo Fujita、重慶新生代搖滾樂隊霓虹花園，以及菲律賓獨立音樂界中堅份子Lola Amour等。“Yo~ga 瑜伽運動節”將設有Wellfest舞台、海風瑜伽、動感專區，由多位著名瑜伽導師或網紅在沙灘舞台帶來多元化的高水平課程。主活動期間，黑沙海灘亦設有hush! 市集，包括美食攤檔及本地文創品牌聯乘商品，另特設身心靈體驗區提供音樂按摩、占卜、臉部彩繪等滋養身心的項目。

## “hush!品牌聯乘”徵集計劃
“hush! x 本地文創徵集 ”計劃於2018年推出，自文化局於2017年將“hush!”商標進行註冊。計劃目的是鞏固並推動有關音樂品牌及積極推動本地文化創意產業的發展。活動透過徵集後，主辦單位將就其創作意念、獨特性、銷售及宣傳計劃進行篩選及評審，獲選的文創單位將獲授權“hush!”商標使用權限，以自負盈虧方式生產及銷售“hush!”品牌系列之聯乘商品，更可成為“HUSH!! 沙灘音樂會”或“HUSH!! 夏日音樂會”活動的“文創伙伴”，並於每年音樂會活動期間在現場設置攤位銷售商品，藉此增加文創單位與公眾的接觸機會，同時提升音樂會的現場氣氛，達至互惠互利效果。
2022年起“hush! 品牌聯乘”徵集計劃，分佈在澳門向區等地舉行，招募本地文創單位推出hush! 品牌聯乘產品，以推動文化創意與音樂結合。

## 臨時交通安排
活動期間，黑沙海灘周邊區域實施臨時交通管制，除特許車輛外，其他車輛均禁止進入黑沙海灘沙灘區；而“黑沙海灘”巴士站暫停使用，15、21A及26A路線巴士改道行駛，21A和26A路線活動期間將加密班次，同時21A路線的增班車將安排以大巴營運，以疏導人流。
2018年、2019年和2022年在黑沙海灘舉行音樂會活動期間，主辦單位安排免費接駁巴士往返氹仔中央公園至黑沙海灘，2018年中途停靠石排灣公屋群，2019年中途改為停靠鷺環海天度假酒店。

## 爭議

### 2014年民署演唱會被指是「維穩騷」
2014年4月下旬，民政總署舉辦的「五‧一黑沙海灘迎夏日演唱會」被指是「維穩騷」，民署指該活動是長年舉辦，突然被指與澳門勞動節遊行「打對台」，其說法是「不公平」的。他又表示，勞動節是為了感謝各行各業職工為社會付出的貢獻而成立的慶祝節日，因此，最適合舉辦文娛活動，回饋市民。
2014年活動舉行前夕，多位香港歌手或樂隊均退出，包括：謝安琪、RubberBand、C AllStar、官恩娜、F.I.R.、連詩雅、周柏豪、Dear Jane、張智霖。據愛瞞日報報道，標題是「五・一『維穩』演唱會又嚟，超過廿個歌手演出，澳門青年還去遊行嗎？ 謝安琪 RUBBERBAND 都有份」。「愛瞞日報」也立即向演唱會主打香港歌手謝安琪的經理人──音樂人周博賢查詢，對方的回應態度顯得十分重視，經詳細了解後，宣布謝安琪退出。近日，網上開始出現不同的聲音，批評有人仍未宣傳好自己的理念，卻跑去破壞可以得到開心的「黑沙海灘迎夏日演唱會」。崔子釗回應，政府利用資源和權力，透過各種手段來引誘、阻礙澳門人爭取公義，「愛瞞日報」的信念之一就是拒絕和諧維穩。對於退出的歌手被指控是「違約」，崔子釗稱：「他們為了良知，甘冒違約可能帶來商業影響等風險，是值得尊重及讚賞的。」他也說：「我不會責怪出席的表演者，明白到這是他們的工作。但既然『維穩騷』被揭發，希望他們能去了解一下這些活動背後目的，而不是說一句『我讀得書少、我不懂甚麼叫維穩』，這只會顯示出愚昧的一面，『有腦』、『有想法』的歌手才能獲得觀眾認同。」
在活動退出初期，新城知訊台台長朱明銳表示，歡迎宣布辭演的歌手改變初衷，該台也會讓那些歌手明白，將來舉行的只是音樂盛會。此外，該台正在物色其他歌手加入支持，有信心當天有一個陣容非常好，包括中、港、台歌手出席的活動。後來該台台長朱明銳表示，已與相關歌手簽訂合約，也支付了演出費用，保證他們準時演出。至於，早前宣布辭演的歌手，該公司保留法律追究權利。朱明銳重申，第一輪演出名單的歌手也有口頭協議或書面合約，兩者都是有效用的。至今，宣布退出的歌手仍沒有書面通知，新城知訊台保留法律追究的權利，並交由該公司的律師處理。
時事評論員梁啟賢認為，演唱會的「維穩味濃」，意圖也很清楚：「粉飾太平」。不過，他相信，參加演唱會的和參加遊行的是兩群不同的青年；無論演唱會是否舉行，也不會對遊行人數造成明顯的影響。但是，演唱會可以「平衡」輿論，以至新聞報道不會只有遊行，不會出現一面倒的情況。另一方面，團體「澳門青年動力」將在五月一日下午舉行主題為「重塑空間，還我好生活」的遊行，梁啟賢指出，來澳旅客數字持續上升，主要只是促進博彩業發展，卻影響本地居民的生活，如：活動空間越來越少、通貨膨脹沒有降低、商住租金不斷上升等。但是，有別於香港，澳門既沒有「拖篋」等民間抗議行動，也未見社會人士要求中國大陸檢討港澳個人遊政策。
2014年5月1日，澳門青年動力計劃發起遊行，主題是「重塑空間，還我好生活」。理事長關婉珊接受專訪時表示，相信很多青年意識到問題的存在，發起遊行是製造機會，讓青年站出來表達對社會的關注。她認為，正常的政府是害怕人民力量的，遊行人數越多，政府越要解決問題。對於當天下午的「黑沙海灘迎夏日演唱會」花費公帑約350萬元，關婉珊提出：政府是否應該舉辦關於勞工的活動？而不是舉辦一個「圍威喂」的嘉年華活動？市民在那裡得到娛樂享受外，還可得到甚麼？她認為，用350萬元舉辦演唱會，實在浪費，更好是用來解決基層市民的生活問題，演唱會似是「止痛藥」，完結後，問題是仍然存在的。

### 2015年活動之爭議
2015年5月1日，民署繼續舉辦黑沙海灘演唱會，另一邊廂體育發展局在塔石體育館舉行體藝匯演，被批評大灑金錢和成功“維穩”。被批評是透過賭收麻醉澳門各界和青年，透過維穩活動刺激麻痺青年人的腦袋。加上教育政策修改，引起部分青年人批評。而在同年5月1日，澳門青年動力舉辦遊行，主題是“獨立思考有我Say，拒絕倒模”，遊行僅有50多人參與。其後澳門每年的勞動節遊行出現後繼無人之情況。

### 2017年「HUSH!!沙灘音樂會」電力技術故障事件
2017年4月30日，文化局表示由於電力技術問題，音樂會延遲開始，目前正搶修。
時任文化局副局長楊子健其後接受本地傳媒回應時就電力故障事件致歉，他解釋，主要因電纜損耗及接駁問題所導致，已即時處理並於昨晚更換新電䌫，目前一切運作正常。

## 外部連結
- HUSH!! 沙灘音樂會
- HUSH!! Full Band馬拉松搖滾音樂祭 Facebook專頁
- 文化局HUSH FULL MUSIC Facebook專頁 （页面存档备份，存于）